# Dave Quabius

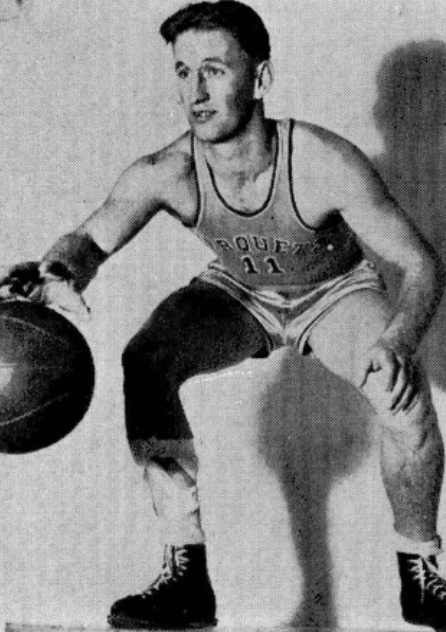
Dave Quabius (1939)

David Quabius (16. März 1916 – 19. Juni 1983) war ein amerikanischer Basketballspieler, der in der National Basketball League (NBL) spielte.  Quabius stammte aus Milwaukee und spielte für die North Division High School und die Marquette University.  Nach seiner College-Karriere spielte Quabius in der NBL 1938 bis 1940 für die Sheboygan Red Skins und 1940 bis 1943 für die Oshkosh All-Stars und erzielte in vier Spielzeiten durchschnittlich 4,7 Punkte pro Spiel.
Quabius starb am 19. Juni 1983 an einem Herzinfarkt.